# Are You Passionate?
Are You Passionate? är ett musikalbum av Neil Young, utgivet 2002. Young tog på albumet hjälp av bandet Booker T. & the M.G.'s, vilket gav det en viss soulprägel.

## Låtlista
Samtliga låtar skrivna av Neil Young.
1. "You're My Girl" - 4:41
2. "Mr. Disappointment" - 5:26
3. "Differently" - 6:04
4. "(Quit) Don't Say You Love Me" - 6:02
5. "Let's Roll" - 5:54
6. "Are You Passionate?" - 5:08
7. "Goin' Home" - 8:49
8. "When I Hold You in My Arms" - 4:44
9. "Be With You" - 3:32
10. "Two Old Friends" - 6:15
11. "She's a Healer" - 9:08

## Medverkande musiker
- Neil Young - sång, gitarr och piano
- Booker T. Jones - orgel, vibrafon och sång
- Duck Dunn - bas, sång på "Differently"
- Steve Potts - trummor, bongo och tamburin
- Frank "Poncho" Sampedro - gitarr och sång
- Tom Bray - trumpet
- Pegi Young - sång
- Astrid Young - sång

På "Goin' Home" (Neil Young & Crazy Horse):
- Neil Young - sång, gitarr
- Ralph Molina - trummor, sång
- Frank "Poncho" Sampedro - gitarr, sång
- Billy Talbot - bas